# 香川親和
香川 親和（かがわ ちかかず）は、安土桃山時代の武将。長宗我部元親の次男。

## 生涯

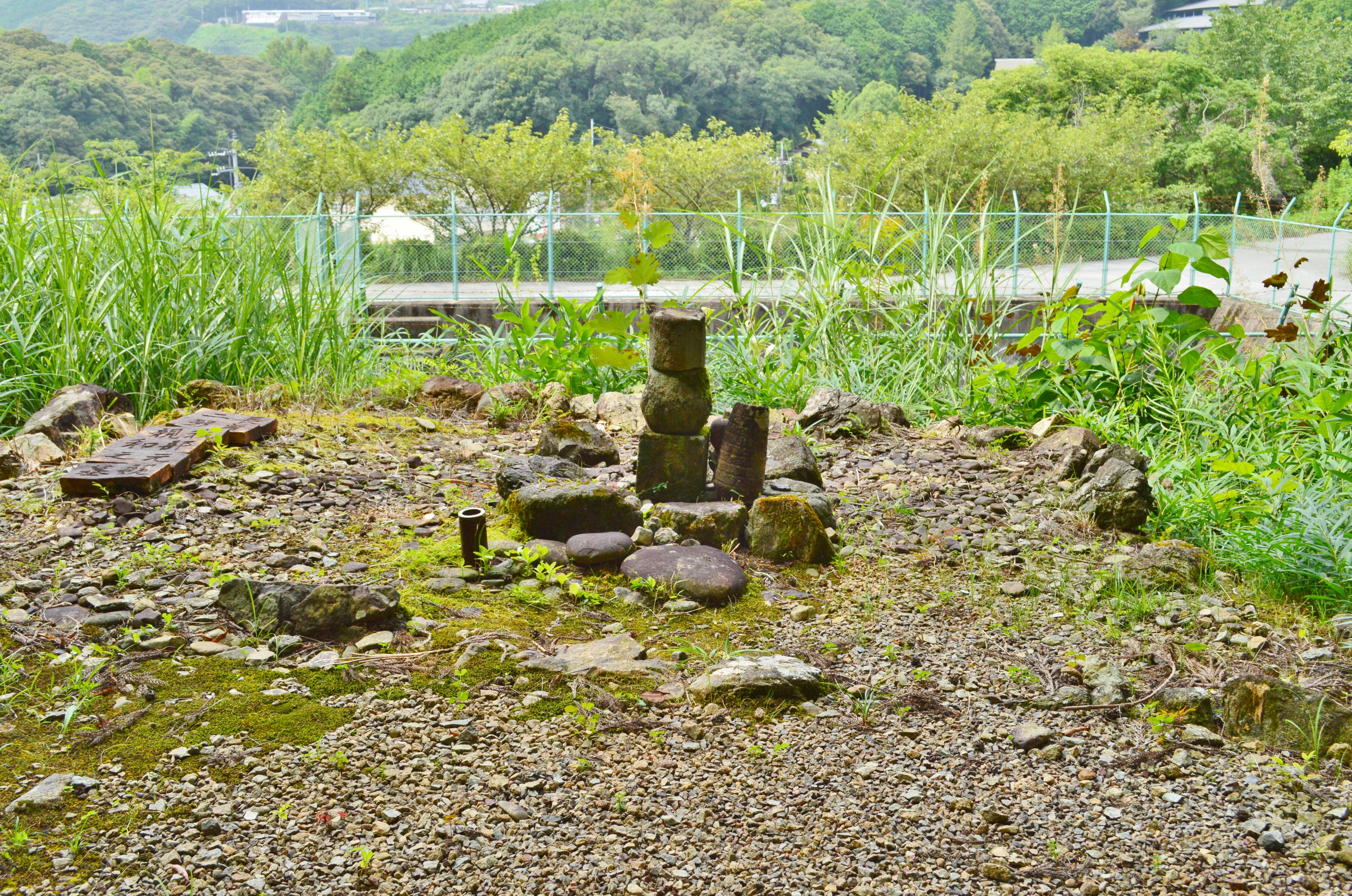
伝香川親和墓（高知県南国市）

永禄10年（1567年）、土佐国の戦国大名・長宗我部元親の次男として生まれる。
天正6年（1578年）、父・元親は讃岐国へ侵攻し、天正9年（1581年）に西讃岐4郡の守護代である香川之景（信景）のもとへ和睦の条件として親和を養子として送り込み、香川氏の名跡を継がせた。このとき、香川五郎次郎と名乗る（「五郎次郎」は香川宗家の通字）。
香川氏の軍勢を率いて讃岐の中西部を転戦し、讃岐の制圧に貢献。また東予の豪族金子元宅との同盟強化に際して功があった。
天正11年（1583年）、讃岐平定がほぼ完成に近づいた頃、天霧城に入城している。長宗我部氏はこの城を伊予侵攻の拠点とし、讃岐と東予の国人の統括を意図していたとされる。
天正13年（1585年）、豊臣秀吉の四国征伐によって長宗我部氏が降伏すると、香川氏は改易となり、親和は人質として大和郡山に送られ、天正14年（1586年）に岡豊に帰国する。そして元親から幡多郡山田郷一帯に所領を宛がわれ、岡豊城下の東小野村の屋敷で家臣の中間藤左衛門、山地利庵らと居住する。同年、長兄の長宗我部信親が戸次川の戦いで戦死したため、豊臣秀吉は元親に朱印状を出し、親和に家督を継がせるよう計らったが、元親はそれを良しとせず、溺愛する4男の長宗我部盛親に家督を継がせることを決めた。
程なく親和は病にかかり、天正15年（1587年）に岡豊城下で死去した。
死因については家督相続をめぐるショックから病気になったとする説をはじめ、家督相続の可能性が無くなったために断食して命を絶った説、長宗我部宗家を慮って断食したとの説、父による毒殺説などがある。親和の遺体は一族累代の墓所には葬られず、岡豊山麓の小さな墓石の下に葬られた。